# Bencode
Bencode – kodowanie używane w plikach systemu komunikacji BitTorrent (P2P) do przetrzymywania i transmitowania danych nieposiadających jasno zdefiniowanej struktury.
Wspierane są cztery typy danych:
- tekstowy typ danych,
- liczby całkowite,
- listy, oraz
- tablice asocjacyjne.